# Андора на Светском првенству у атлетици у дворани 2022.
Андора је учествовала на 18. Светском првенству у атлетици у дворани 2022. одржаном у Београду од 18. до 20. марта дванаести пут. Репрезентацију Андоре представљао је један атлетичар, који се такмичио у трци на 400 метара.,
На овом првенству такмичар Андоре није освојио ниједну медаљу нити остварио неки резултат.

## Учесници
Мушкарци:
- Пау Блази — 400 м

## Резултати

### Мушкарци
| Атлетичарка | Дисциплина | Лични рекорд | Квалификација | Квалификација | Полуфинале           | Полуфинале           | Финале               | Финале      | Детаљи |
| Атлетичарка | Дисциплина | Лични рекорд | Резултат      | Место         | Резултат             | Место                | Резултат             | Место       | Детаљи |
| ----------- | ---------- | ------------ | ------------- | ------------- | -------------------- | -------------------- | -------------------- | ----------- | ------ |
| Пау Блази   | 400 м      | 48,69        | 49,82         | 5. у гр. 2    | Није се квалификовао | Није се квалификовао | Није се квалификовао | 22 / 24(25) |        |